# Ginglymia fracida
Ginglymia fracida är en tvåvingeart som beskrevs av Henry J. Reinhard 1962. Ginglymia fracida ingår i släktet Ginglymia och familjen parasitflugor. Inga underarter finns listade i Catalogue of Life.